# Brownsville, Texas
Brownsville là một thành phố ở quận Cameron, mũi cực nam bang Texas6, Hoa Kỳ. Theo điều tra dân số Hoa Kỳ 2010, thành phố có dân số 175.023 người. Đây là thành phố lớn thứ 134 Hoa Kỳ theo dân số, là thành phố lớn thứ 16 bang Texas theo dân số. Thành phố có diện tích 132,3 dặm vuông Anh (343 km2), mật độ dân số 1322,9 người/dặm2. Vùng đô thị Matamoros Brownsville có dân số 1.136.995 người.
Brownsville là thành phố chính của khu vực thống kê đô thị Brownsville-Harlingen, mà là một phần của khu vực Brownsville-Harlingen-Raymondville thống kê kết hợp lớn hơn.